# Kharnang
Le monastère de Kharnang  est un monastère bouddhiste situé à proximité et au nord-ouest de village de Lhobasha qui est à l'est et à 4 heures à cheval de la ville de Karze (Garzê) dans la préfecture autonome tibétaine de Garzê dans le Sichuan, en Chine, localisé dans la région tibétaine historique du Kham.

## Histoire
Dans les années 1950, le monastère comprenait 450 moines dont des lamas. En 1955, les « persécutions » par les autorités chinoises commencèrent, poussant au suicide certains moines qui refusaient de rompre leur vœu de célibat. Au printemps 1956, les terres et les troupeaux du monastère furent confisqués lors de la première des « réformes démocratiques ». Les moines durent dès lors participer aux tâches agricoles.
Adhe Tapontsang, une ancienne détenue tibétaine, libérée en 1985 et vivant en exil à Dharamsala, put visiter en 1979, lors d’une permission de 15 jours, la région de son enfance. Elle affirme que le monastère de Kharnang, de même que le monastère de Karze Day-tshal et le Temple de Gonpo, ont été complètement détruits et pillés pendant la révolution culturelle.
En 1981, le rétablissement du monastère fut autorisé par le gouvernement.
Shenphen Rinpoché, né le 10 janvier 1969 en France, fut reconnu comme le Tulku de Lama Gendun Rabgye du monastère de Kharnang, faisant ainsi de lui un des rares lamas réincarnés en Occident,.